# Yllenus brueggeri
Yllenus brueggeri är en spindelart som beskrevs av Hermann Lebert 1877. Yllenus brueggeri ingår i släktet Yllenus och familjen hoppspindlar. Inga underarter finns listade i Catalogue of Life.